# Siroe, re di Persia (Vivaldi)
Siroe, re di Persia és una òpera composta per Antonio Vivaldi sobre un llibret italià de Pietro Metastasio. S'estrenà al Teatro Pubblico de Reggio Emilia l'abril de 1727.
Es tracta d'un pasticcio sobre textos de Metastasio. Representada el 1738 a Ancona i a Ferrara, el fracàs d'aquesta última representació va fer que l'obra quedés relegada. La partitura de l'obra està perduda, però se'n conserva el llibret.